# Zeven heuvels van Rome
De Zeven Heuvels of Zeven Heuvelen (Latijn: Septimontium) van Rome liggen ten oosten van de rivier de Tiber en vormen het hart van de stad. Ze speelden in de oudheid een belangrijke rol in de Romeinse mythologie, religie en politiek.

## Legende
Volgens de legende zou Rome door Romulus zijn gesticht op de Palatijn. De andere zes oorspronkelijke heuvels zijn de Aventinus of de Aventijn, de Capitolinus, Capitolijn of het Capitool, de Caelius of Coelius, de Esquilinus of de Esquilijn, de Quirinalis of de Quirinaal en de Viminalis of de Viminaal.
De Vaticaanse Heuvel ligt ten westen van de Tiber en hoort, evenals de Janiculum, de Velia en de Pincio, niet bij de Zeven Heuvels.

## Heuvelkammen
In feite bestaan de zeven heuvels van Rome uit vier grote heuvels en een aantal kleine ongelijk gevormde heuvelkammen, waarvan enkele hogere toppen een aparte naam kregen. Dit zijn:
- De Quirinaal, eindigend in de Capitolijn.
- De kleine Viminaal, liggend tussen de Quirinaal en de Esquilijn.
- De Esquilijn, waartoe ook de Palatijn en de Velia behoren. Een aantal kleinere heuveltoppen hiervan werden soms ook als aparte heuvel beschouwd. Dit zijn de Oppius, de Cispius en de Fagutalis.
- De Caelius, verdeeld in de Kleine Caelius en de Grote Caelius.
- De Aventijn, evenals de Caelius verdeeld in een Kleine en Grote Aventijn.

De Pincio bestaat uit een aparte heuvelkam, net als de Janiculum. De Vaticaanse heuvel maakt deel uit van een heuvelkam die parallel aan de Janiculum ligt.

## De heuvels tegenwoordig
Vanaf de middeleeuwen zijn de Aventijn, de Coelius, de Esquilijn, de Quirinaal en de Viminaal bebouwd met huizen, monumenten en parken. Het Palazzo del Quirinale (16e eeuw) is na de afschaffing van de monarchie in 1946 de ambtswoning van de Italiaanse president geworden. Op het Capitool staan het stadhuis van Rome en de Capitolijnse Musea, en de Palatijn is een archeologisch park.
Aventijn · Capitolijn · Coelius · Esquilijn · Palatijn · Quirinaal · Viminaal